# Ширяев, Иван Алексеевич
Иван Алексеевич Ширяев (14 января 1924, село Михайловка 1-я, Воронежская губерния — 10 декабря 1996, Самара) — советский футболист, левый защитник куйбышевских «Крыльев Советов». Мастер спорта СССР (1951), заслуженный тренер РСФСР.
Провел за «Крылья Советов» 13 сезонов как игрок и 9 лет как начальник команды.

## Биография
Родился 14 января 1924 года в селе 1-я Михайловка Воронежской области.
Начал играть в футбол в Воронеже, в местной юношеской команде «Крылья Советов». В 1941 году вместе с воронежским авиазаводом был эвакуирован в Куйбышев. Играл в заводской команде у капитана Михеева. В 1945 году выступил во второй группе чемпионата страны за куйбышевские «Крылья Советов». Дебют состоялся 26 июня 1945 года в Новосибирске в матче против ДКА (4:1). Следующий сезон отыграл за команду авиазавода во второй группе чемпионата. С 1947 года опять играл в «Крыльях Советов», уже в Высшей лиге. Первой игрой стал матч 22 июля 1947 года против московских ВВС, со второго круга Ширяев окончательно вошёл в основной состав. Весь 1948 год играл в паре с полузащитником Андреем Ржевцевым. В 1949 году забил первый гол: 16 сентября в гостях поразил ворота бакинского «Нефтяника». В 1950 году первый круг отыграл в паре с Ржевцевым, а второй с Виктором Карповым. Участвовал в полуфинальном кубковом матче с московским «Динамо».
В 1951 году «Крылья» заняли 4 место и Ширяев получил звание мастера спорта.
В 1952 году в матче с ВВС получил травму — разрыв ключично-лопаточной связки. В 1953 году вместе с ленинградским Зенитом участвовал в поездке по Скандинавии. 10 октября 1953 года участвовал в финале Кубка СССР. В 1956 году играя в классе «Б» забил 4 мяча. Последним матчем за «Крылья Советов» стала гостевая игра против ленинградского «Зенита» 15 апреля 1958 года.
Параллельно игре в чемпионате окончил Куйбышевский пединститут. В 1960—1962 годах тренировал сызранский «Нефтяник». В 1964—1968 годах начальник команды «Крылья Советов». В 1966 году помог Борису Казакову перевестись из ЦСКА обратно в «Крылья». В 1972—1973 годах тренировал балаковский «Корд» выступавший во Второй лиге. В 1981—1984 годах вновь вернулся в «Крылья Советов» на должность начальника команды.